# سلبوية (كوهستان)
سلبوية (بالفارسية: سلبویه) هي قرية تقع في إيران في Kuhestan Rural District. يقدر عدد سكانها بـ 20 نسمة .